# Districtul Chellalat El Adhaoura
Chellalat El Adhaoura este un district din provincia Médéa, Algeria.